# ヘイルストーム
ヘイルストーム（Halestorm）は、アメリカ合衆国出身のハードロック・バンド。
リジーとエアジェイのヘイル姉弟を中心に結成。バンド名の意味は「激しく降る雹」。

## 来歴
1997年、当時13歳と10歳だった、ヘイル姉弟によって結成。2人とも5歳からピアノを習い始めていたが、やがてエアジェイはドラムに、リジーは1keytar（ギター型のキーボード）を弾いていたが、16歳からギターに転向した。
2000年に、最初のEP「Don't Mess With the Time Man」を発売。2003年にギタリストのジョー・ホティンジャー、翌2004年にベーシストのジョシュ・スミスが加入し、現在の面子が揃う。ちなみに、ジョシュが加入するまでは、ヘイル姉弟の父親がベースを担当していたという。
2005年6月28日に、アトランティック・レコードと契約を結び、EP「One and Done」をリリース。

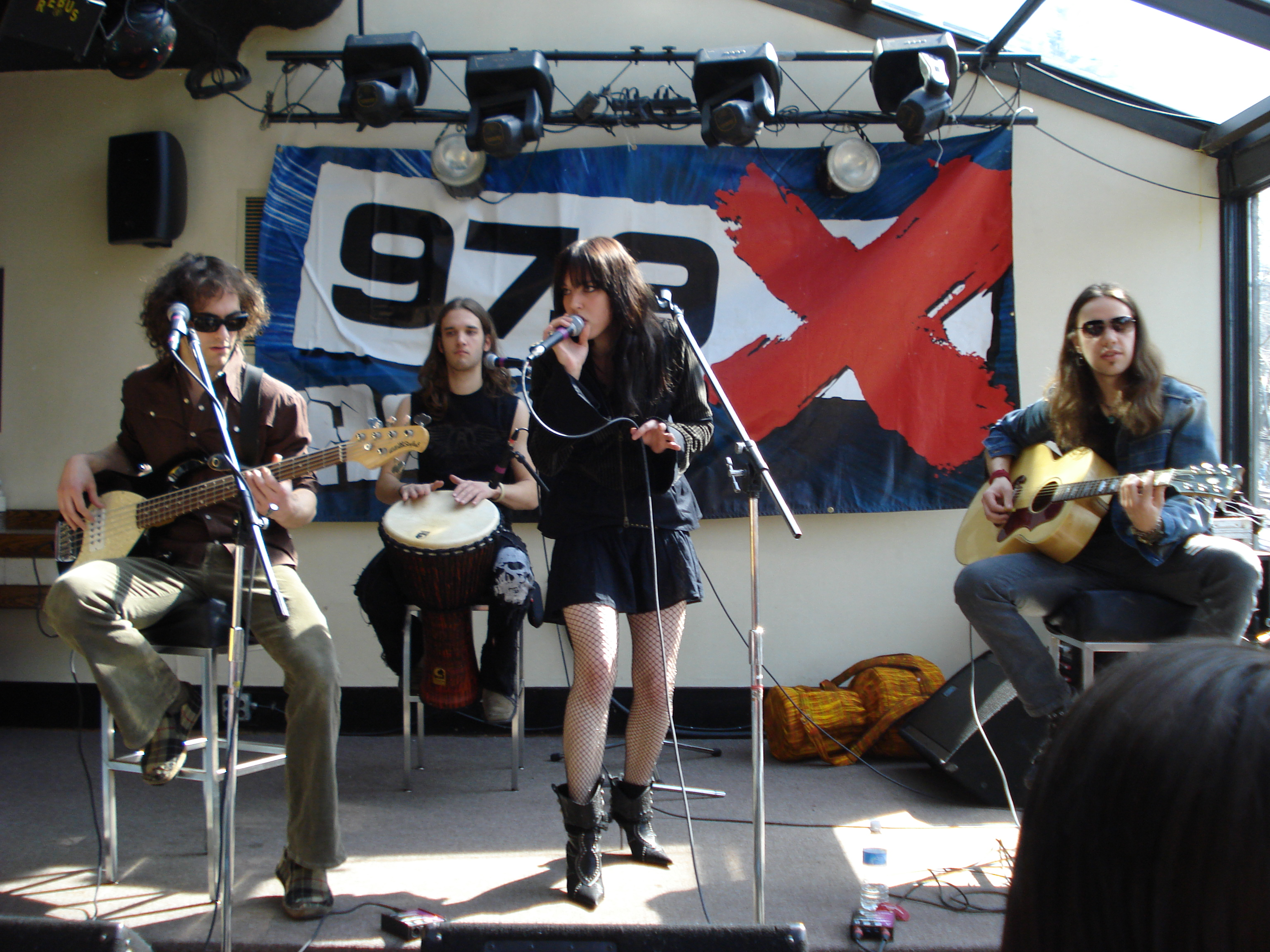
デビュー当時（2009年）

2009年4月28日に、セルフタイトルの1stアルバム『Halestorm』をリリース。1stシングル「I Get Off」がラジオでのヘビーローテーションされる。11月後半に2ndシングル「It's not you」のミュージック・ビデオと音源を発売。2010年初期には「Love/Hate Heartbreak」のミュージック・ビデオをリリース。最新シングルは「Familiar Taste of Poison」で、ミュージック・ビデオが2010年8月10日に公開された。
2010年10月に初来日し、17日にLOUD PARK 10に出演。
2012年、2ndアルバム『The Strange Case Of...』をリリース。
2013年8月17日、19th Annual キャンプ・ハンセンフィスティバルに出演。
2015年、3rdアルバム『Into the Wild Life』をリリース。
2018年、4thアルバム『Vicious』をリリース。
2019年3月21日、Download Festival Japanに出演。同年12月には単独での来日ツアーを開催。

## メンバー
※2020年5月時点

### 現ラインナップ
- リジー・ヘイル (Elizabeth "Lzzy" Hale) - ヴォーカル、ギター (1997– )
- エアジェイ・ヘイル (Arejay Hale) - ドラムス (1997– )
- ジョー・ホティンジャー (Joe Hottinger) - ギター (2003– )
- ジョシュ・スミス (Josh Smith) - ベース (2004– )

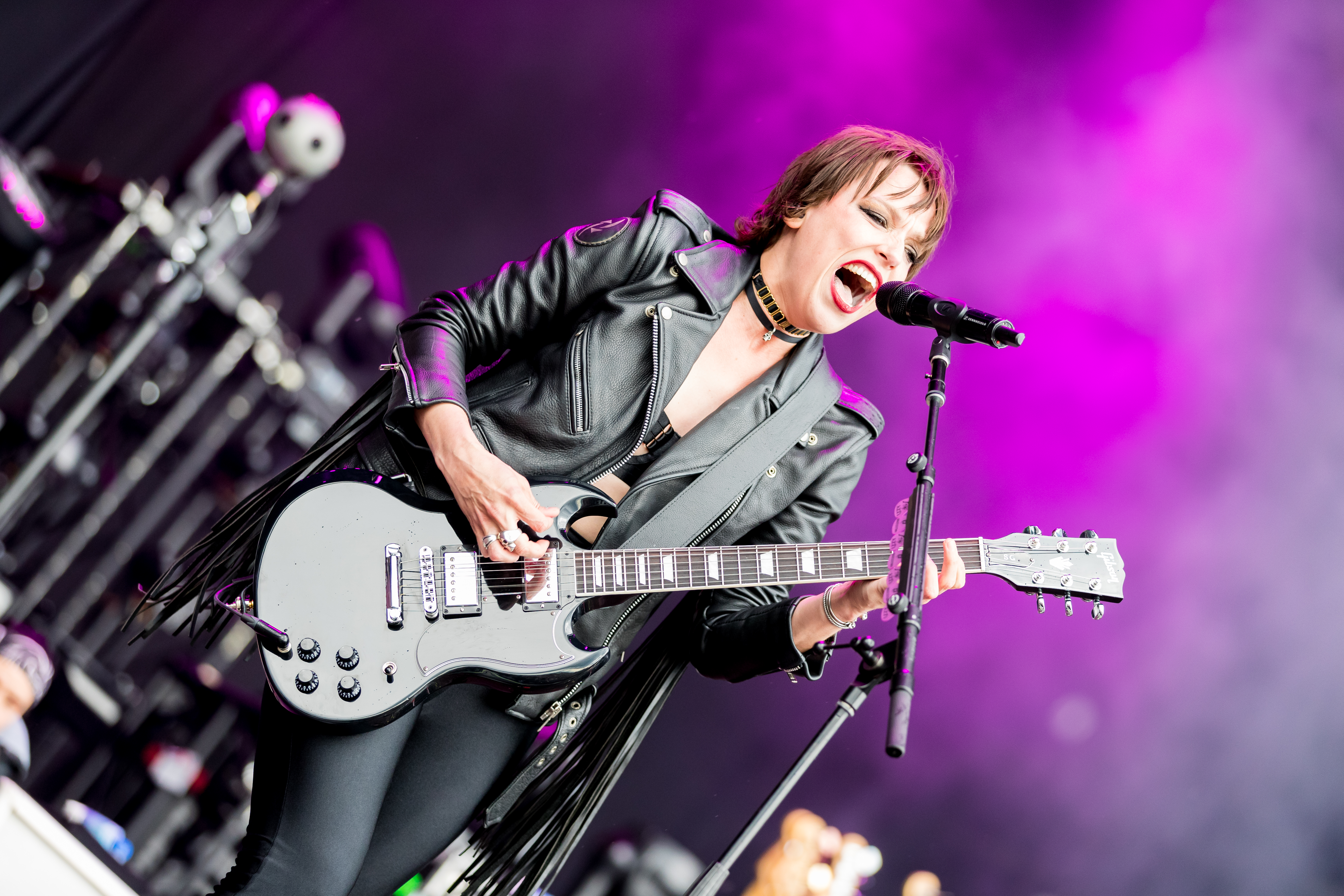
リジー・ヘイル(Vo/G) 2019年
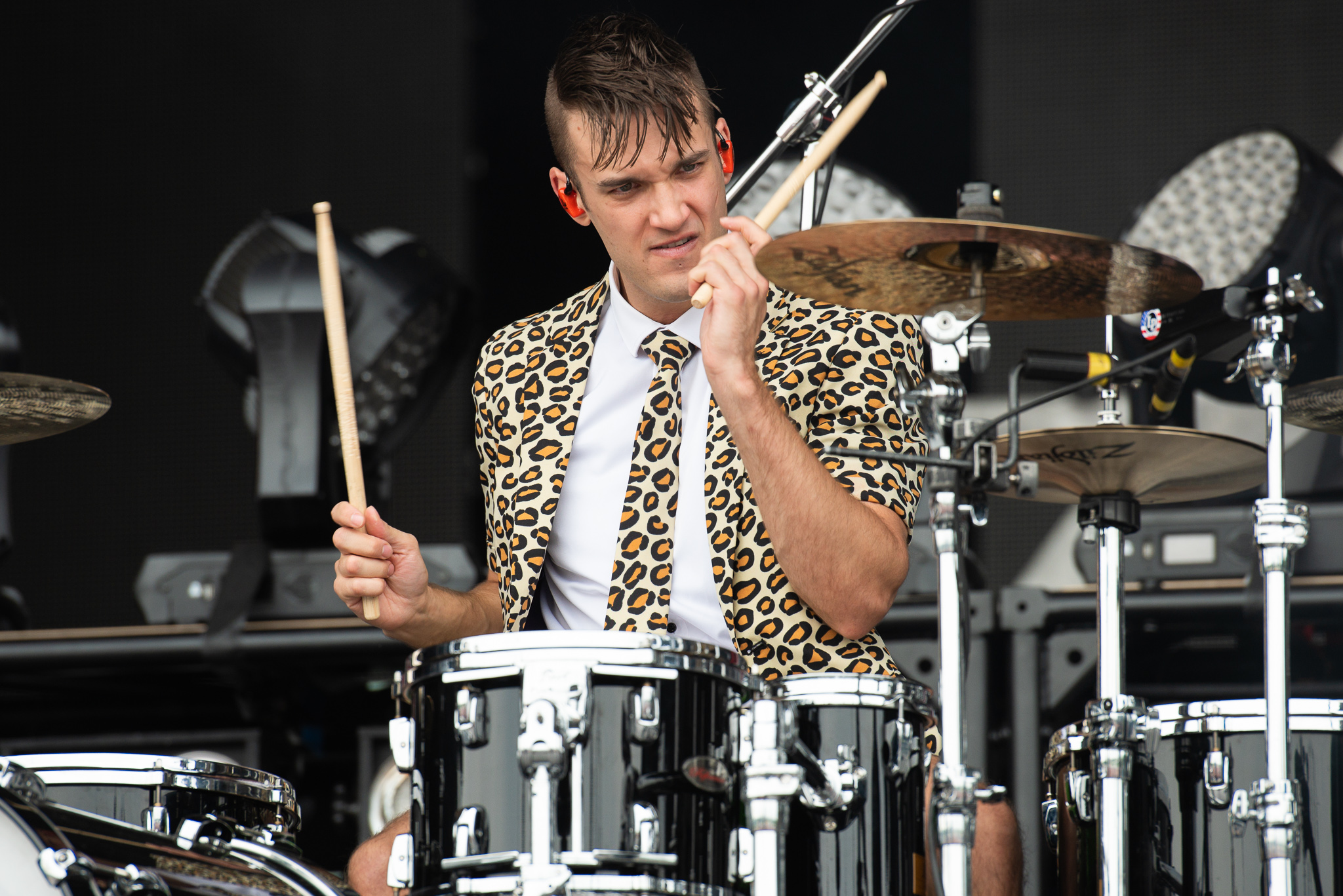
エアジェイ・ヘイル(Ds) 2019年
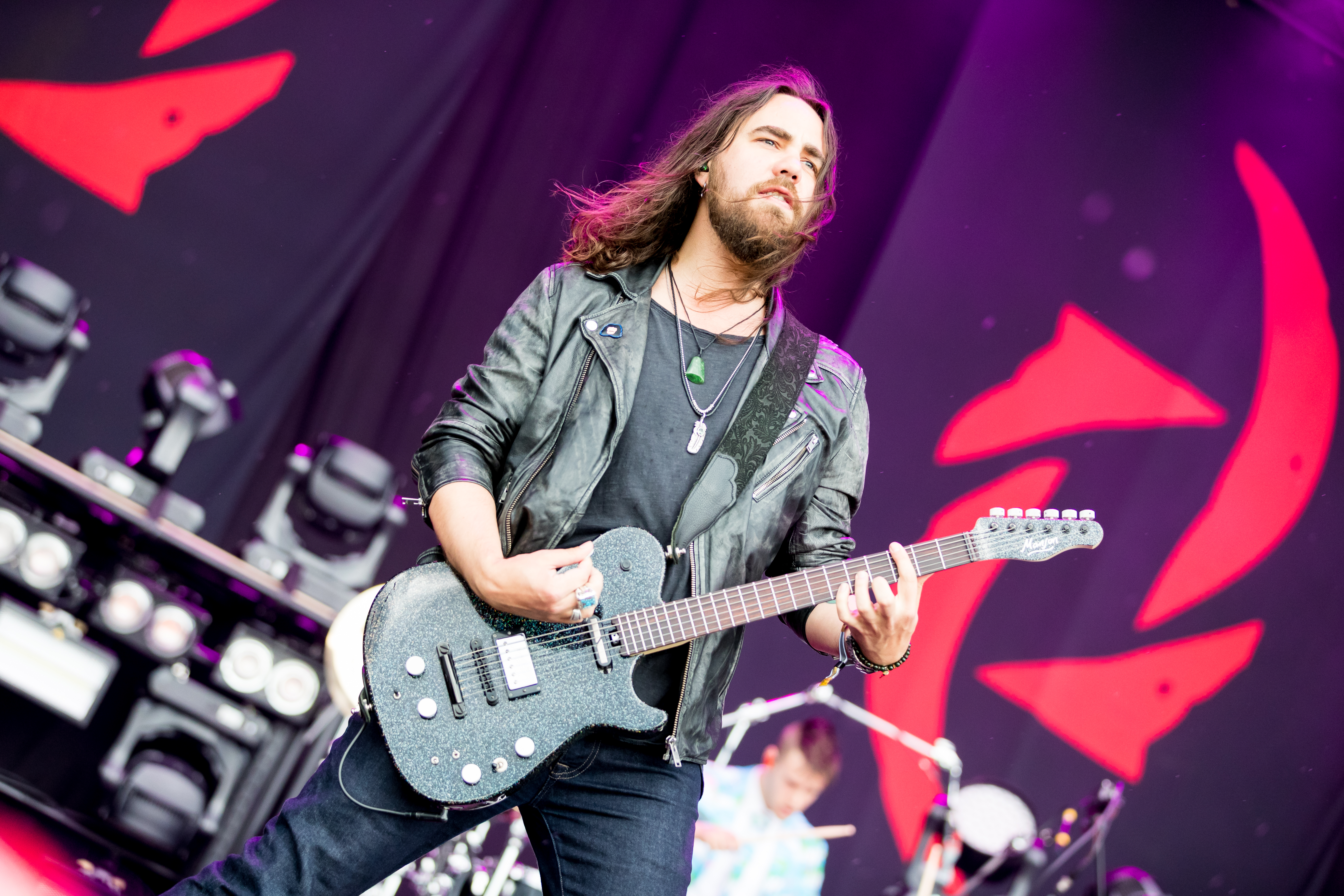
ジョー・ホティンジャー(G) 2019年
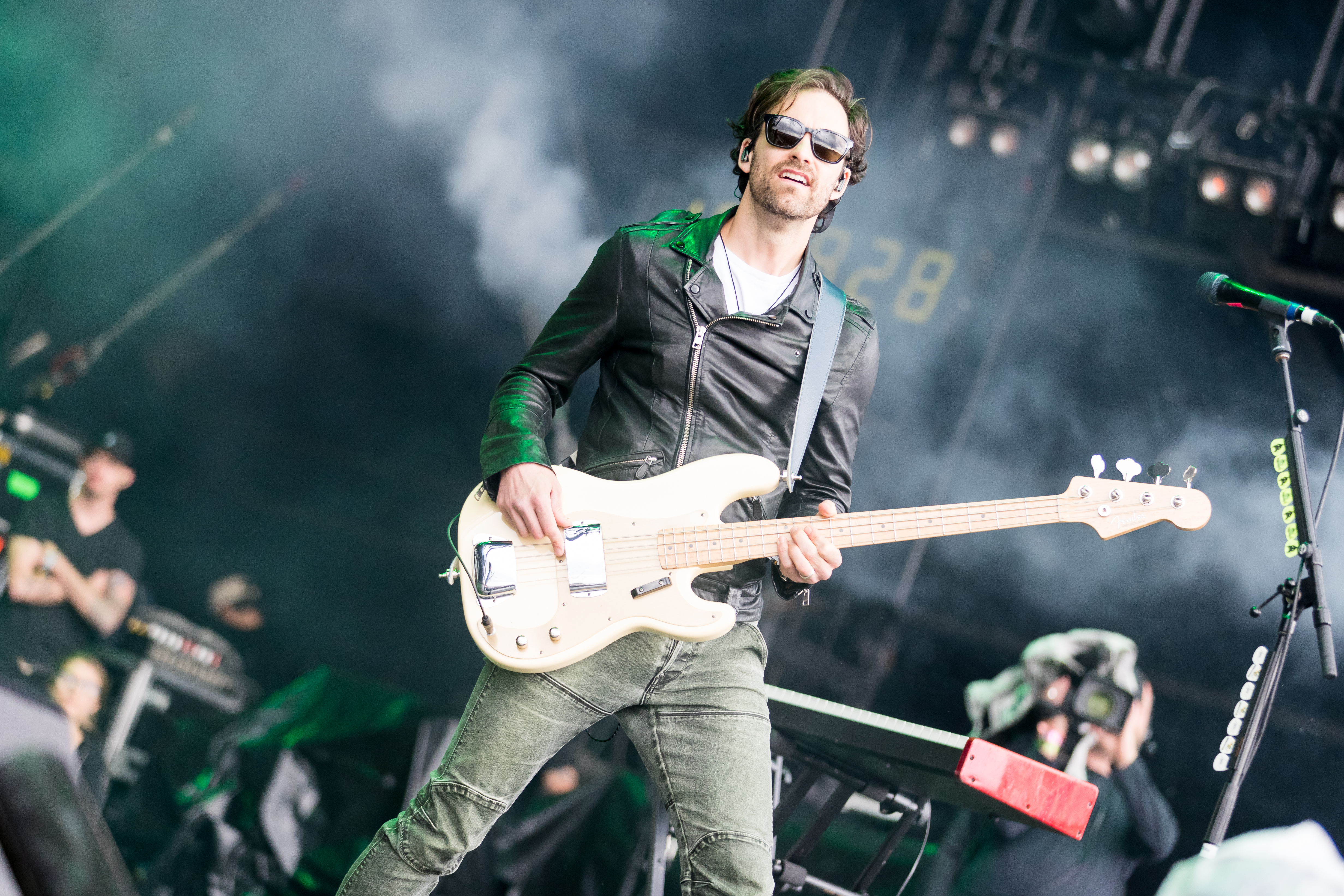
ジョシュ・スミス(B) 2019年

### 旧メンバー
- レオ・ネッシンガー (Leo Nessinger) - ギター (2000–2003)
- ロジャー・ヘイル (Roger Hale) - ベース (1998–2004)

### 使用器材
リジーは、ギブソン製のギターを愛好することで知られ、フライングV、エクスプローラー、レスポール・カスタム、ファイヤーバード、ジョーン・ジェット・シグネチャー・メロディ・メーカーなどを所持している。
エアジェイは、ラディック製のドラムセットに、ジルジャンにシンバル、プロマークのドラムスティックを使用。

## ディスコグラフィ

### アルバム
| 2009                                      | Halestorm              | - 発売日: 2009年4月28日 - レーベル: Atlantic - フォーマット: CD, digital download - 全米売上: 50万枚                 | 40 | 11 | —  | —  | —  | —  | —  | - US: ゴールド |
| 2012                                      | The Strange Case Of... | - 発売日: 2012年4月10日 - レーベル: Atlantic, Roadrunner - フォーマット: CD, LP, digital download - 全米売上: 50万枚 | 15 | —  | 52 | —  | —  | —  | 49 | - US: ゴールド |
| 2015                                      | Into the Wild Life     | - 発売日: 2015年4月14日 - レーベル: Atlantic - フォーマット: CD, LP, digital download - 全米売上: 14.3万枚           | 5  | 73 | 55 | 59 | 50 | 20 | 10 |                |
| 2018                                      | Vicious                | - 発売日: 2018年7月27日 - レーベル: Atlantic - フォーマット: CD, LP, digital download                                | 8  | 26 | 80 | 53 | —  | 10 | 8  |                |
| 2022                                      | Back from the Dead     | - 発売日: 2022年5月6日 - レーベル: Atlantic - フォーマット: CD, LP, digital download                                 | 36 | 58 | 34 | —  | —  | 12 | 9  |                |
| "—"は未発売またはチャート圏外を意味する。 |                        | |    |    |    |    |    |    |    |                |

### シングル
| 年   | タイトル                   | 最高順位   | 最高順位  | 最高順位  | アルバム  |
| 年   | タイトル                   | U.S. Main. | U.S. Alt. | U.S. Rock | アルバム  |
| ---- | -------------------------- | ---------- | --------- | --------- | --------- |
| 2009 | "I Get Off"                | 7          | 36        | 17        | Halestorm |
| 2009 | "It's Not You"             | 8          | —         | 24        | Halestorm |
| 2010 | "Familiar Taste of Poison" | 36         | —         | —         | Halestorm |

### コンパクト盤
- Don't Mess With the Time Man (Worldview Entertainment – 2000年3月21日)
  1. "Time Man" – 5:13
  2. "No Clue" – 4:30
  3. "Interesting" – 4:38
  4. "As the Eagle Flies" – 6:40
  5. "Wings" – 4:00
  6. "You and I Could Fly" – 5:07

- One and Done EP (アトランティック・レコード – 2006年4月25日)
  1. "It's Not You" (Live) – 3:43
  2. "The Hand" (Live) – 3:42
  3. "Show Me" (Live) – 4:12
  4. "Blue Eyes" (Live) – 4:18
  5. "Takes My Life" (Live) – 4:03

### ライブ盤
- Live in Philly 2010 (アトランティック・レコード – 2010年11月16日)
  1. "It's Not You" – 5:55
  2. "Innocence" – 4:14
  3. "Bet U Wish U Had Me Back" – 3:34
  4. "Love/Hate Heartbreak" – 5:24
  5. "I'm Not An Angel" – 4:41
  6. "Familiar Taste of Poison" – 5:18
  7. "Boom City" – 5:21
  8. "Nothing to Do with Love" – 4:08
  9. "Dirty Work" – 3:48
  10. "I Get Off" – 3:49
  11. "Tell Me Where It Hurts" – 4:07
  12. "Better Sorry Than Safe" – 3:42

### ミュージックビデオ
1. "I Get Off" - 2009
2. "Love/Hate Heartbreak" - 2009
3. "It's Not You" - 2009
4. "Familiar Taste Of Poison" - 2010